# بيرت سانت جون
بيرت سانت جون (بالإنجليزية: Bert St. John)‏ كان لاعب كرة مضرب أسترالي. كما أنه أحد أبطال الجراند سلام حيث فاز ببطولة أستراليا للفردي في سنة 1923.

## النهائيات

### الفردي (الوصافة 1)
| الحصيلة | السنة | البطولة                       | المنافس في النهائي | النتيجة في النهائي |
| ------- | ----- | ----------------------------- | ------------------ | ------------------ |
| الوصافة | 1923  | بطولة أستراليا المفتوحة للتنس | بات أوهارا وود     | 1–6, 1–6, 3–6      |

### الزوجي (الألقاب 1, الوصافة 1)
| الحصيلة | السنة | البطولة                       | الشريك         | المنافس في النهائي    | النتيجة في النهائي |
| ------- | ----- | ----------------------------- | -------------- | --------------------- | ------------------ |
| الوصافة | 1915  | بطولة أستراليا المفتوحة للتنس | غوردون لوي     | كلارنس تود هوراس رايس | 6–8, 4–6, 9–7, 3–6 |
| الفوز   | 1923  | بطولة أستراليا المفتوحة للتنس | بات أوهارا وود | دادلي بولو هوراس رايس | 6–4, 6–3, 3–6, 6–0 |

### الزوجي المختلط (الوصافة 1)
| الحصيلة | السنة | البطولة                       | الشريك          | المنافس في النهائي           | النتيجة في النهائي |
| ------- | ----- | ----------------------------- | --------------- | ---------------------------- | ------------------ |
| الوصافة | 1923  | بطولة أستراليا المفتوحة للتنس | مارغريت مولسورث | سيلفيا لانس هاربر هوراس رايس | 6–2, 4–6, 4–6      |

## روابط خارجية
- بيرت سانت جون على موقع رابطة محترفي التنس (الإنجليزية)